# 하이코 베스테르만
하이코 베스테르만(독일어: Heiko Westermann, 1983년 8월 14일 바이에른주 알체나우 ~ )은 독일의 전 축구 선수이다. 현역 시절 포지션은 센터백이었다.
2008년 독일 축구 국가대표팀에 발탁되었으며, UEFA 유로 2008 독일 대표로 뛴 바 있다.